# 江戸川乱歩の怪人二十面相DS
『江戸川乱歩の怪人二十面相DS』（えどがわらんぽのかいじんにじゅうめんそうでぃーえす）は株式会社タカラトミーが2008年12月18日に発売したニンテンドーDSのゲーム。ジャンルは「推理アドベンチャー」。

## 概要
「本編」と「明智事件録」からなる。本編は原作第一作『怪人二十面相』を比較的忠実になぞったもので、原作通り二十面相は羽柴家のロマノフ王家の冠のダイヤモンドを狙い、小林少年は観世音像に化け、最後に二十面相は国立博物館を狙う。ただし日下部家から古名画を守るくだりは無し。
所々に選択肢が出るものの、ストーリーは一本道。プレイヤーは小林少年になり、人々から証言を聞いたり、画面をタッチペンでクリックして怪しい場所を操作したりして、ストーリーを進めて行く。ストーリーの要所要所で、ジグソーパズルのピースを入手し、各章の終わりでジグソーパズルを完成させる画面になる。パズルを完成させると小林少年が推理を開始。総プレイ時間は4時間から5時間程度。
「明智事件録」は、全51問からなる推理クイズ。明智が提示する事件の文書を読んで、（その文書ないしその後に現れる事件現場の絵の）怪しいところをタッチペンでなぞる。
本編では明智、二十面相、小林少年、花崎マユミ、中村警部、羽柴荘二（＝原作第一作で少年探偵団結成を発案した人物）、七つ道具、BDバッヂ、ピッポちゃんといった原作でおなじみのキャラクター・道具が登場し、二十面相を「賊」と呼んだり「土蔵」があったりと原作に特徴的な表現を再現したところも多い。ただし、原作と異なる部分も存在する。
- 主人公を小林少年にした関係上、原作では明智が行っていた行為を小林少年が行っている所がある。
- 本編が始まった段階ですでに少年探偵団が結成されているという設定。しかも原作第一作『怪人二十面相』ではまだ登場していなかったマユミもすでに団員。団員は小林少年、荘二、マユミの3人。
- 中村警部、BDバッヂはこのソフトではそれぞれ中村刑事、探偵バッヂと呼ばれる。ただし探偵バッヂの表には「BD」と書かれている。
- 原作では本物のハトであるピッポちゃんが、からくり伝書鳩になっている。ちなみにピッポちゃんをはじめ七つ道具は羽柴荘二少年の発明である。

## 七つ道具
- 探偵バッヂ、探偵手帳、縄ばしご、呼子の笛、からくり伝書鳩（ピッポちゃん）、ルーペ、万能ナイフ

## 章構成
- 第一章「二十面相ノ予告状」：羽柴邸からロマノフ王冠のダイヤが盗まれるまでを描く。
- 第二章「アジトカラノ脱出」：二十面相が羽柴邸から脱出し、観音像の盗難事件が解決するまでを描く。
- 第三章「怪人 対 名探偵」：明智が洋行から帰ってきてから、二十面相が国立博物館の美術品を全て盗む事を予告するまでを描く。
- 第四章「決戦!国立博物館」：国立博物館の事件を描く。

## 登場人物
☆印は原作でも登場。

### 第一章の登場人物
小林少年☆（声：五十嵐由佳）
少年探偵団の団長にしてこのゲームの主人公。
花崎マユミ（声：野引香里）
原作通り、明智の姪にして少年探偵団の団員。明智探偵事務所の雑用などを一手に引き受けている。美術の成績が悪い。
羽柴荘二☆（声：互野ちひろ）
少年探偵団の結成を呼びかけた。羽柴家の事件を依頼。
ゆづき
明智の探偵事務所に勤めるメイド。絵が得意。

### 第二章の登場人物
羽柴荘太郎☆
荘二の父。
羽柴荘一☆
荘二の兄。10年ほど前に家出して、南洋ボルネオのサンダカンでゴム植林で身を立てていたらしい。
松野☆
羽柴家の使用人。主に運転手をしている。
メイド
羽柴家のメイド。
羽柴早苗☆
荘太郎の娘。名前のみ登場。二十面相の予告状を受け取って以来、母と共に親戚のところへ避難中。
前川
非番の刑事。名前は第三章より。緑色の背広を着ている。
二十面相☆（声：遠近孝一）
怪人。
中村刑事☆
灰色の背広を着ている。
木下虎吉☆（きのした とらきち）
車を羽柴邸に返すよう金で雇われた。
安阿弥☆（あんあみ）
鎌倉期の彫刻にして国宝級の観世音像の作者。名前のみの登場。

### 第三章の登場人物
明智小五郎☆（声：西田雅一）
名探偵。
辻野☆
外務省の職員。
ベルガール
東京駅そばにある鉄道ホテルに勤める。
松下庄兵衛☆
辻野にそっくりな男。事業に失敗した失業者。

### 第四章の登場人物
赤井虎三☆
明智に怨みを持つ男。
依頼人
明智に事件を依頼しに来る。
北小路博士☆
国立博物館の館長。歴史学の研究でかなり名の通った学者。
斎藤
博物館の係員の女性。